# Supériorité aérienne

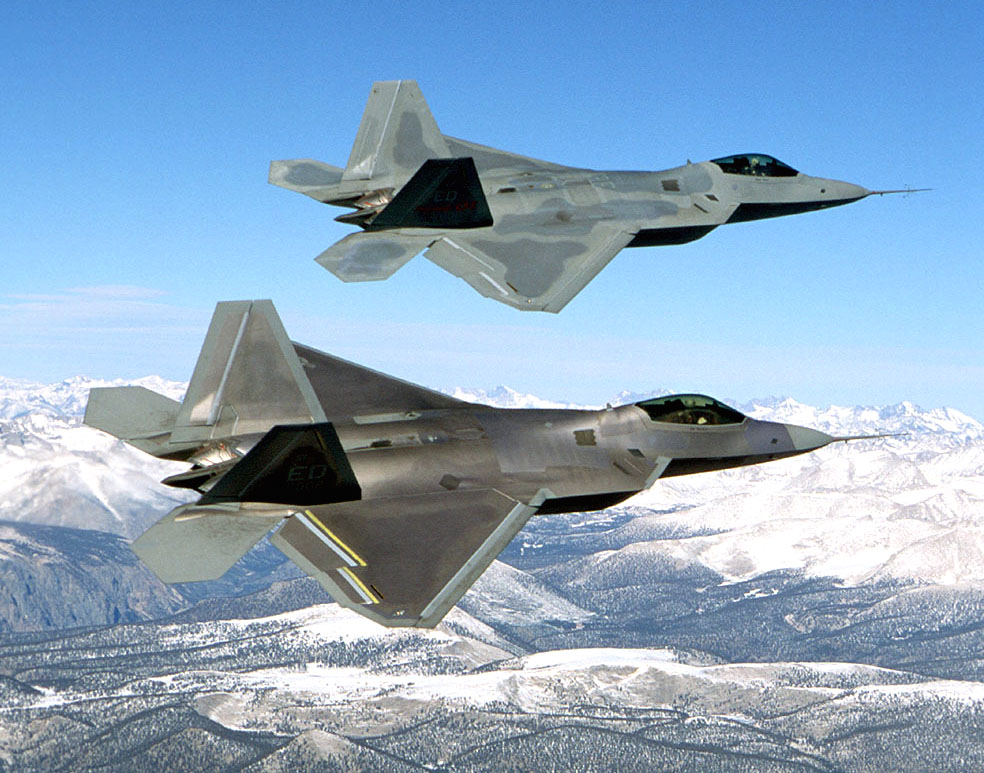
Deux chasseurs F-22 en vol ;
le F-22 Raptor est un avion de supériorité aérienne.

La supériorité aérienne est une situation de domination de l'espace aérien, dans le domaine militaire.
Habituellement utilisée en temps de guerre, elle définit le contrôle aérien avec une opposition présente mais faible permettant de conduire des actions militaires sans problèmes majeurs.
La supériorité aérienne est différente de la suprématie aérienne, qui définit une opposition nulle ou quasi nulle.
La supériorité aérienne permet généralement l'augmentation des bombardements et le soutien tactique aérien aux forces terrestres, y compris les parachutages d'hommes et d'approvisionnements. Ainsi pendant la première guerre du Golfe la supériorité aérienne américaine est telle que l'armée irakienne, réputée 6e armée du monde est rapidement vaincue en offrant peu de résistance. 
Elle n'est pas obtenue par l'aviation seule et nécessite généralement le concours des troupes au sol et de la marine le cas échéant, pour notamment éliminer au sol les défenses anti-aériennes voire l'aviation adverse.

## Chasseur de supériorité aérienne
La doctrine militaire américaine définit certains avions comme « air superiority fighter (en) ». Un tel avion doit être capable de sortir facilement vainqueur d'un combat contre un chasseur ennemi, permettant en principe d'obtenir la suprématie aérienne contre un ennemi qui ne possède pas de tels avions. En contrepartie, cet avion est spécialisé pour ce rôle. Pour toute autre mission, ce chasseur doit escorter les avions remplissant la mission principale.
L'United States Air Force utilise des avions de supériorité (F-15 puis Lockheed Martin F-22 Raptor) en complément de ses avions multirôles (F-16 puis F-35).
Cette philosophie s'oppose à celle de l'avion de combat polyvalent privilégiée par l'armée de l'air française : le Dassault Rafale a été conçu pour remplir à la fois des missions d'attaque et de combat aérien. Le constructeur le décrit comme « omnirôle ».